# Marco Brescianini
Marco Brescianini (Calcinate, 21 de enero de 2000) es un futbolista italiano que juega en la demarcación de centrocampista para el Atalanta B. C. de la Serie A.

## Trayectoria
Empezó a formarse como futbolista en la academia del A. C. Milan. Finalmente el 1 de agosto de 2020 debutó con el primer equipo en la jornada 38 de la Serie A contra el Cagliari Calcio, partido en el que sustituyó a Ismaël Bennacer en el minuto 66 y que finalizó con un resultado de 3-0 a favor del equipo milanés. El 29 de agosto de 2020 se marchó en calidad de cedido al Virtus Entella de la Serie B.
Al finalizar la temporada 20-21 fue cedido esta vez al A. C. Monza.

## Selección nacional
El 6 de septiembre de 2024 hizo su debut con la selección de Italia en un partido de la Liga de Naciones de la UEFA 2024-25 frente a Francia que ganaron por uno a tres.

## Estadísticas

### Clubes
Actualizado al último partido disputado el 6 de noviembre de 2024.
| Club                      | Div.          | Temporada     | Liga  | Liga  | Copas nacionales | Copas nacionales | Copas internacionales | Copas internacionales | Total | Total |
| Club                      | Div.          | Temporada     | Part. | Goles | Part.            | Goles            | Part.                 | Goles                 | Part. | Goles |
| ------------------------- | ------------- | ------------- | ----- | ----- | ---------------- | ---------------- | --------------------- | --------------------- | ----- | ----- |
| A. C. Milan · Italia      | 1.ª           | 2019-20       | 1     | 0     | 0                | 0                | ―                     | ―                     | 1     | 0     |
| A. C. Milan · Italia      | Total club    | Total club    | 1     | 0     | 0                | 0                | 0                     | 0                     | 1     | 0     |
| Virtus Entella · Italia   | 2.ª           | 2020-21       | 29    | 2     | 2                | 0                | ―                     | ―                     | 31    | 2     |
| Virtus Entella · Italia   | Total club    | Total club    | 29    | 2     | 2                | 0                | 0                     | 0                     | 31    | 2     |
| A. C. Monza · Italia      | 2.ª           | 2021-22       | 5     | 0     | 1                | 0                | —                     | —                     | 6     | 0     |
| A. C. Monza · Italia      | Total club    | Total club    | 5     | 0     | 1                | 0                | 0                     | 0                     | 6     | 0     |
| Cosenza Calcio · Italia   | 2.ª           | 2022-23       | 39    | 3     | 0                | 0                | ―                     | ―                     | 39    | 3     |
| Cosenza Calcio · Italia   | Total club    | Total club    | 39    | 3     | 0                | 0                | 0                     | 0                     | 39    | 3     |
| Frosinone Calcio · Italia | 2.ª           | 2023-24       | 36    | 4     | 4                | 0                | ―                     | ―                     | 40    | 4     |
| Frosinone Calcio · Italia | Total club    | Total club    | 36    | 4     | 4                | 0                | 0                     | 0                     | 40    | 4     |
| Atalanta B. C. · Italia   | 1.ª           | 2024-25       | 7     | 2     | 0                | 0                | 1                     | 0                     | 8     | 2     |
| Atalanta B. C. · Italia   | Total club    | Total club    | 7     | 2     | 0                | 0                | 1                     | 0                     | 8     | 2     |
| Total carrera             | Total carrera | Total carrera | 117   | 11    | 7                | 0                | 1                     | 0                     | 125   | 11    |